# Карл Лъмбли
Карл Уинстън Лъмбли (на английски: Carl Winston Lumbly; роден на 14 август 1951 г.) е американски актьор. Най-известен е с ролите си на Детектив Маркъс Петри в сериала „Кагни и Лейси“, агент Маркъс Диксън в „Наричана още“ и Марсианския ловец в „Лигата на справедливостта“ и „Лигата на справедливостта без граници“.